# Гуґо Юнсон
Гуґо Юнсон (швед. Hugo Johnson, 29 лютого 1908 — 6 червня 1983) — шведський яхтсмен.
Срібний призер Олімпійських Ігор 1948 року в класі Дракон.